# Reichsverband der deutschen Rauchwarenfirmen
Der Reichsverband der deutschen Rauchwarenfirmen war eine Interessenvertretung der deutschen Pelzgroßhändler. Er wurde im 1908 als lokaler „Verband der Leipziger Rauchwarenfirmen e. V.“ gegründet. Der Leipziger Brühl war damals eines der Hauptzentren des Welthandels mit Fellen. Einige Zeit erwirtschafteten die dort ansässigen Unternehmen der Rauchwarenbranche den größten Anteil der Steuereinnahmen Leipzigs. 1921 wurde der Verband erweitert und umbenannt in „Reichsverband der deutschen Rauchwarenfirmen, Sitz Leipzig e. V.“
Die Geschäftsstelle befand sich 1927 in Leipzig, Tröndlinring 2 (b); um 1936 Ritterstraße 26; um 1943 zusammen mit anderen Vereinigungen der Branche in Berlin, Blücherplatz 1. Die Auflösung des Verbandes dürfte mit der Zweiteilung Deutschlands nach dem Ende des 2. Weltkrieges (1939–1945) erfolgt sein.
Die Nachfolgevereinigung in der Bundesrepublik Deutschland ist der Verband der Deutschen Rauchwaren- und Pelzindustrie, seit Mai 1990 Deutscher Pelzverband e.V., seit Mai 2004 ist er erneut umbenannt in Deutscher Pelz-Groß- und Außenhandelsverband e.V. Gegründet wurde der neue Verband am 4. April 1950 nach der Auflösung einzelner Landesverbände.

## Zielsetzung und Aufgaben
Nach Einschätzung von Feistle waren die Hauptgründe für den Zusammenschluss eine Stärkung und Geschlossenheit gegenüber den Preisforderungen der Pelzzurichtereien und Pelzfärbereien, den Forderungen der Arbeitnehmerschaft und ein gemeinsames Auftreten gegenüber dem Detailhandel. Diese Grundinteressen änderten sich nicht, als sich der Leipziger Verband 1921 für alle deutschen Rauchwarenfirmen öffnete. Im Laufe der Entwicklung ergaben sich weitere Aufgaben, man betrieb gemeinsame Repräsentation und Reklame auf der Leipziger Messe, organisierte Modevorführungen und dergleichen (die erste deutsche Gemeinschafts-Pelzmodenschau wurde am 4. und 5. April 1921 in der Leipziger Alberthalle veranstaltet).

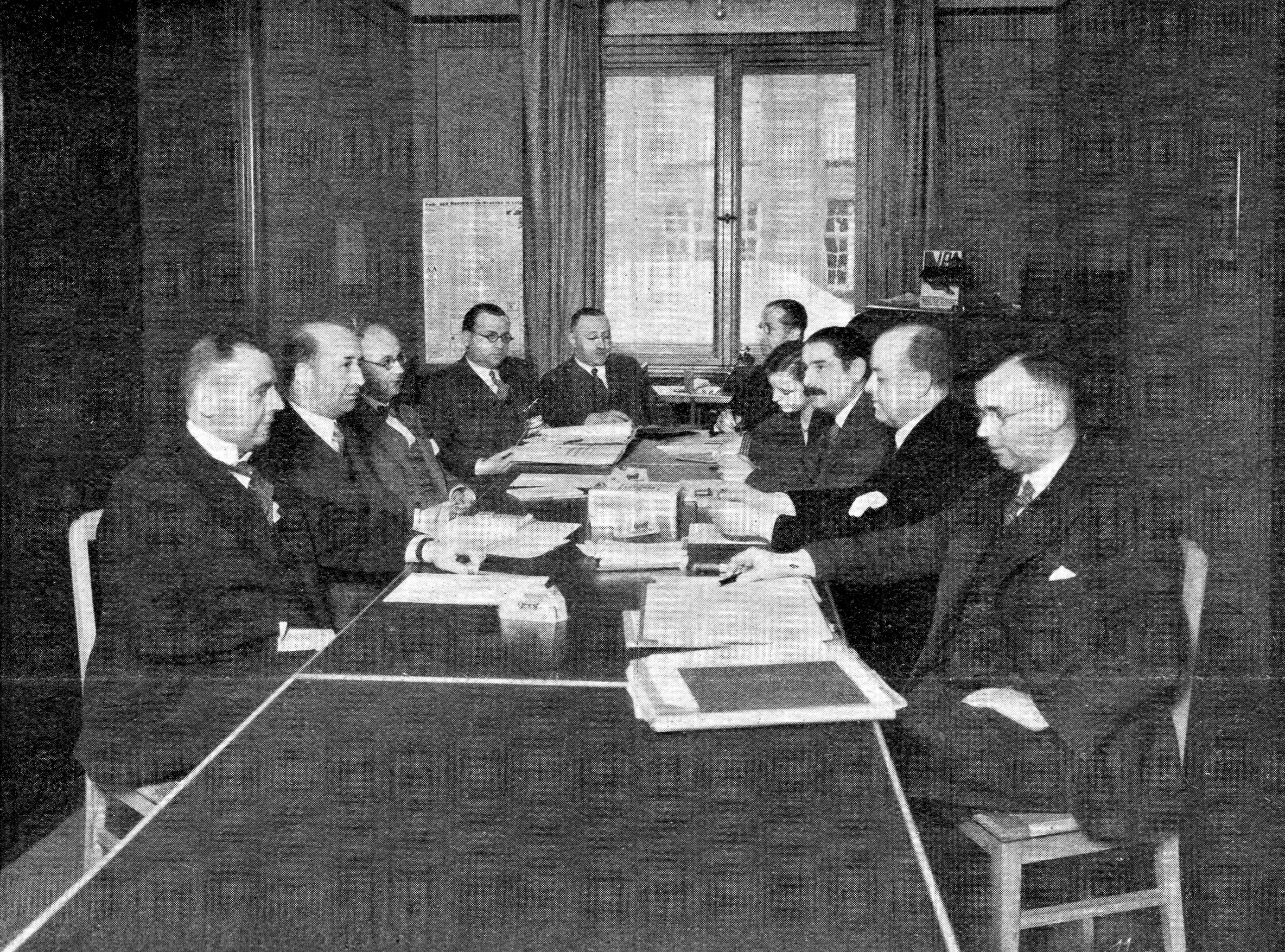
Kreditschutzkommission des Reichsverbandes der Deutschen Rauchwarenfirmen.
Von links: Rechtsanwalt v. Kiesenwetter, Siegfried Poser, Dr. Nauen, Otto Gottstein, Reinhard Goldmann, Paul Poser, Harry König, Fritz Leipoldt, Alfred Beißert (1930)

Die nähere Zielsetzung des Verbandes geht aus den hier verkürzt wiedergegebenen Hauptpunkten der Statuten hervor:
1. Die Wahrnehmung der gemeinschaftlichen beruflichen und wirtschaftlichen Interessen. Festlegung und weiterer Ausbau von Bedingungen für den Verkehr mit der Kundschaft und die Überwachung und Durchführung dieser Vorschriften.
2. Die Unterstützung der Mitglieder bei der Regelung der Arbeits- und Lohnverhältnisse der Angestellten und Arbeiter, die Vertretung gegenüber Arbeitnehmerverbänden und Behörden.
3. Schlichtung von Streitigkeiten und Schaffung eines Schiedsgerichtes. Verbandsstrafen treten ein bei offener oder heimlicher Überschreitung der durch den Verband vereinbarten Lohnsätze.[7][8]

Besonders in Anspruch genommen wurden die Auskunftei-Abteilung, die Kreditschutzstelle (zur Bearbeitung von Zahlungseinstellungen usw.) und die Abteilung „Eigentumsschutz“ (zur Aufklärung von Rauchwarendiebstählen). Außerdem hatte sich der Verband weitere Einrichtungen geschaffen, wie eine Tarifkommission, ein Schiedsgericht zur Schlichtung von Streitigkeiten der Mitglieder untereinander und ein Ehrengericht.

## Geschichte
Wie Fritz Pabst 1902 feststellte, gab es in Deutschland, im Gegensatz zu den meisten anderen Branchen, zu der Zeit für die selbständigen Rauchwarenkaufleute keine äußere Organisation als gemeinsame Interessenvertretung. Es existierte kein vereinsartiger Zusammenhang, keine Fachzeitschrift und kein gemeinsames Büro. Anfang 1905 dann machten sich die ersten Bestrebungen bemerkbar, die auf einen Zusammenschluss des Leipziger Rauchwarengroßhandels hinzielten.
Es dauerte bis zum 7. November 1908, bis sich die Leipziger Rauchwarenhändler, Rauchwaren-Kommissionäre und -Makler zum Verband der Leipziger Rauchwarenfirmen e. V. zusammenschlossen. Es vergingen noch einmal etwa 13 Jahre, bis sich der Verband im Jahr 1921 für alle deutschen, in der Pelzbranche tätigen Großhändler öffnete und in Reichsverband der deutschen Rauchwarenfirmen, Sitz Leipzig e. V. umbenannt wurde. Wesentlich angeregt wurde diese Erweiterung durch den Inhaber der bedeutenden Leipziger Rauchwarengroßhandlung Paul Thorer, der allerdings bereits im Jahr davor verstorben war. Erster Vorsitzender wurde sein Schwiegersohn Paul Hollender. Ein weiteres bedeutendes Vorstandsmitglied und gleichzeitig Schatzmeister war der Rauchwarenhändler und Handelsgerichtsrat Richard König.
Preisabsprachen waren damals normal, anders als heute, wo wettbewerbsbeschränkende Maßnahmen verboten sind. Als beispielsweise 1922 der Tarifvertrag zwischen dem Verband des Rauchwarenhandels und dem der Rauchwaren-Zurichtereien und -Färbereien ausgelaufen war, wurden die Rauchwarenhändler, die zu den neuen Zurichter- und Färbertarifen abschlossen, selbst wenn sie nur stillschweigend entsprechende Auftragsbestätigungen entgegennahmen, von ihrem Verband mit einer Konventionalstrafe von bis zu einer Million Mark bedroht. Die Summe relativiert sich jedoch, da dies in die Zeit der extremen Inflation fiel.
Im November 1926 beschloss die Versammlung des Reichsverbandes der Deutschen Rauchwarenfirmen auf Vorschlag von Paul Hollender, eine internationale Ausstellung zu organisieren. Die Internationale Pelzfach-Ausstellung (IPA) wurde eine groß angelegte Fachausstellung der Pelzbranche, die im Sommer 1930 über vier Monate in Leipzig veranstaltet wurde; mit ihr verbunden war eine internationale Jagdausstellung. Dies blieb bis heute das herausragendste Ereignis der Pelzbranche. Vom 22. bis 29. Juni des Jahres fand dort außerdem der erste und wohl ebenfalls einzig gebliebene Welt-Pelz-Kongress statt.
Max Malbin ermittelte im Jahr 1927, dass zur Führung eines Rauchwarengeschäfts durchschnittlich etwa fünf Personen gebraucht wurden. Unter Zugrundelegung dieser Prämisse waren für Leipzig in dem Jahr etwa 400 Menschen in diesem Geschäftszweig tätig. Gemessen an der Höhe des erzielten Umsatzes war die Personenzahl damit vergleichsweise sehr gering.
In der Gründungsversammlung traten 42 Firmen dem Verband bei, Ende 1919 waren es bereits 148. 1926 waren es kurzfristig sogar 688 Mitglieder (davon 208 auswärtige), bedingt allerdings durch ein Bezugsscheinverfahren, durch das der Verband zu einer Zwangsorganisation wurde. Im Jahr 1930 waren es, jetzt deutschlandweit, 2400 Einzelmitglieder, im Jahr 1933 schätzungsweise 2200, davon waren 215 in Leipzig ansässig.

## Weitere Verbände der Pelzbranche jener Zeit
Philipp Manes führte 1941 neben dem Reichsverband der Deutschen Rauchwarenfirmen folgende deutsche Vereinigungen der Pelzbranche auf:
- Reichsbund deutscher Kürschner – Leipzig, gegründet 1882 (als „Verein deutscher Kürschner“[9]) mit 14 Bezirksverbänden
- Verband Deutscher Rauchwaren Zurichtereien und Färbereien – Leipzig, gegründet 1899
- Vereinigung Deutscher Pelzwaren-Fabrikanten – Leipzig, gegründet 1919
- Verband Berliner Rauchwarenfirmen – Berlin, gegründet 1920
- Vereinigung Deutscher Schweiffabrikanten – Leipzig, gegründet 1921.[16]

Alle diese Verbände hatten sich im Jahr 1926 in der „Argem“, der Arbeitsgemeinschaft der deutschen Rauch- und Pelzwarenverbände, Sitz Leipzig zusammengeschlossen. Anfang 1930 wurde die Argem in die „Adepe“, Arbeitsgemeinschaft der deutschen Pelzwirtschaft Sitz Leipzig, umgegründet. Ihr Zweck war „die Wahrung und Förderung aller über die besonderen Angelegenheiten der einzelnen Fachverbände hinausgehenden gemeinschaftlichen Interessen der Pelzwirtschaft“, außerdem die Aufnahme und Pflege von Kontakten zu Pelzfachverbänden des Auslands.
Neben den Adepe-Verbänden bestanden 1930 noch folgende:
- Reichsverband selbständiger Kürschner und Mützenmacher Deutschlands Sitz Berlin e. V., gegründet 1905. Er organisierte hauptsächlich die Zwischenmeister der Kürschnerei und hatte zu der Zeit etwa 1200 Mitglieder.
- Arbeitgeberverband Berliner Pelzfabrikanten e. V., gegründet 1924, zu der Zeit etwa 45 Mitglieder.
- Verband der Rauchwaren-Firmen für Rheinland und Westfalen e. V. Sitz Köln, gegründet 1922, zu der Zeit 12 Mitglieder.
- Reichsverband des Vereinigten deutschen Häute- und Fellhandels „Hufa“ e. V. Berlin, gegründet 1915, zu der Zeit 283 Mitglieder. Dieser Reichsverband organisierte den mit dem Rauchwarenhandel eng verbundenen Häute- und Fellhandel (im Lederhandel nennt man die Häute einiger Jungtierarten Fell).[9][8]

Wesentliche Arbeitnehmerorganisationen der Pelzbranche waren 1930:
- Verein der Angestellten der Rauchwarenbranche für Leipzig und Umgebung e. V., gegründet 1923, im Jahr 1930 etwa 240 Mitglieder
- Die Rauchwarenhandelsarbeiter (sogenannte „Markthelfer“) waren 1930 im Gesamtverband der Arbeitnehmer der öffentlichen Betriebe und des Personen- und Warenverkehrs, Sitz Berlin, organisiert
- Etwa 12.000 Arbeitnehmer der Pelzwarenbranche (Zurichter, Färber, Kürschner usw.) waren Mitglieder im Deutschen Bekleidungsarbeiterverband, Sitz Berlin.[9][8]